# 入来院定経
入来院 定経（いりきいん さだつね）は、江戸時代後期の薩摩藩士。薩摩入来領主、入来院氏27代当主。

## 生涯
寛政5年（1793年）7月26日、重富島津家の島津周防忠救の三男として生まれる。三男のため島津氏を許されず「勝山氏」を名乗る。寛政12年（1800年）、死去した入来院定矩の養子となり家督を相続する。
文化8年（1811年）、南林寺火消役。文化11年（1814年）、小笠原長富の娘を娶る。文化13年（1816年）、当番頭となる。同年、山田地頭職。
文政2年（1819年）、四番小番頭。文政6年（1823年）、地頭職を辞する。天保7年（1837年）、隠居して家督を嫡男・定極に譲る。
嘉永4年（1851年）8月20日没、享年59。